# كوسوفو في الألعاب الأولمبية الصيفية 2016

علم كوسوفو.

شاركت كوسوفو في الألعاب الأولمبية الصيفية 2016 التي ستقام في ريو دي جانيرو في البرازيل وذلك بين 5 و21 أغسطس 2016. و هذه هي المرة الأولى التي شاركت فيها كوسوفو في الألعاب الأولمبية بعد التجاوب الدولي مع استقلال كوسوفو، و سيدافع عن ألوان كوسوفو في الأولمبياد 8 رياضيين موزعين على 5 رياضات هي ألعاب القوى والجودو وركوب الدراجات والرماية و السباحة. في حين سترفع لاعبة الجودو مايليندا كليميندي علم بلادها في حفل افتتاح الألعاب الأولمبية الصيفية 2016.

## الميداليات
| الرياضي           | المنافسة | ذهبية | فضية | برونزية |
| ----------------- | -------- | ----- | ---- | ------- |
| مايليندا كليميندي | الجودو   | 1     |      |         |
| المجموع           |          | 1     |      |         |